# Pomnik Romana Dmowskiego w Warszawie
Pomnik Romana Dmowskiego – pięciometrowy posąg z brązu przedstawiający Romana Dmowskiego, znajdujący się na skwerze u zbiegu alei Szucha i Alei Ujazdowskich, niedaleko od placu Na Rozdrożu w Warszawie.

## Opis
Autorami rzeźby są dr Wojciech Mendzelewski, Maria Marek-Prus i Piotr Prus. Przedstawia ona polityka trzymającego w lewej ręce akt traktatu wersalskiego, a w prawej kapelusz. Na cokole widnieje fragment cytatu z dzieła Dmowskiego Myśli nowoczesnego Polaka z 1903: Jestem Polakiem więc mam obowiązki polskie... Nieprzypadkowe jest miejsce ustawienia pomnika niedaleko budynku MSZ, ponieważ Roman Dmowski był ministrem spraw zagranicznych II Rzeczypospolitej w 1923.
Pomnik powstał staraniem członków Stowarzyszenia Ogólnopolskiego Komitetu Budowy Pomnika Romana Dmowskiego. Uroczyste odsłonięcie nastąpiło 10 listopada 2006.

## Opinie
Powstanie pomnika wzbudziło kontrowersje, przeciwko jego odsłonięciu wypowiadali się m.in. Marek Edelman i profesor Maria Janion. Protestujący nie zgadzali się na wprowadzanie do polskiego panteonu człowieka, którego program polityczny opierał się na nienawiści, twierdząc że nazwisko Dmowskiego nierozerwalnie wiąże się z ideologią rasizmu, szowinizmu, „egoizmu narodowego”, a nade wszystko antysemityzmu. Szef Biura Edukacji Publicznej IPN, profesor Jan Żaryn, stwierdził, że Dla dzisiejszych przeciwników stawiania pomnika Dmowskiemu jest on jedynie „antysemitą” i „nacjonalistą” – co oczywiście ma brzmieć hańbiąco. Tyle z niego zrozumieli, to ich problem. Tylko dlaczego mają uchodzić za wyrocznię! Mam nadzieję, że będziemy pamiętać o Romanie Dmowskim 11 listopada.
Od momentu jego postawienia pod pomnikiem odbyły się protesty, kilkakrotnie dokonywano też jego dewastacji.